# Ionara Ferreira
Ionara Ferreira Lima (Paraisópolis, 9 de dezembro de 1995), mais conhecida como Ionara Lima, é uma futebolista brasileira que atua como meio-campista. Atualmente joga pelo  Coritiba FC.

## Biografia
Filha do servidor público José Pereira Lima e da doméstica Aniceia Ferreira Lima, Ionara nasceu na Maternidade Santa Tereza, na cidade de Paraisópolis, no Sul de Minas Gerais, em 9 de dezembro de 1995. Ela começou os seus estudos na Escola Municipal Maria Emília Gomes de Carvalho, mais conhecida como Escola Tia Emília, no nível pré-escolar aos 6 anos. No ano seguinte, matriculou-se na Escola Municipal Bueno de Paiva, para realizar os estudos de primeiro a quinto ano. Depois concluiu os estudos do ensino fundamental ao médio na Escola Estadual Antônio Eufrásio de Toledo.
No ano de 2017, iniciou sua graduação em Educação Física pela UNIFUNVIC, na cidade Pindamonhangaba, concluindo a formação em 2020.

## Início
A meia começou no futsal aos 12 anos quando iniciou os treinamentos no Poliesportivo de Paraisópolis com um grupo de meninas comandadas pelo treinador "Paçoca". Ela também fez parte do time de futsal feminino de sua escola, a Escola Estadual Antônio Eufrásio de Toledo, para a disputa dos Jogos Escolares de Minas Gerais (JEMG).

## Carreira
Começou a carreira pelo Lorena, da cidade de Lorena – SP, em 2012/2013. Jogou por sete temporadas pelo AD Taubaté, da cidade de Taubaté que atualmente foram campeãs do Brasileiro A3 em 2022. Teve uma passagem pelo Real Ariquemes em novembro de 2019 consagrando-se campeã rondoniense. Retornou ao AD Taubaté para a temporada 2020.
Em 2021 foi contratada pelo São José Esporte Clube ficando por duas temporadas na equipe.O São José Esporte Clube tem sede na cidade de São José dos Campos, São Paulo. Foi criada em 2001, antes mesmo das exigências atuais da Confederação Brasileira de Futebol (CBF), o clube teve seu ápice na categoria na primeira metade da década de 2010, quando conquistou seus principais títulos.
Títulos como:
Copa Libertadores: 2011, 2013 e 2014.[18]
Torneio Internacional de Clubes: 2014.[19]
Copa do Brasil: 2012 e 2013.[20]
Campeonato Paulista: 2012, 2014 e 2015.[21]
Um dos momentos mais marcantes da atleta foi o gol de cabeça marcado contra o Corinthians válido pela fase de grupos do Paulistão Feminino de 2018, aos 3 minutos de jogo, na derrota do Taubaté para o time da casa por 2–1. O jogo foi disputado no estádio Alfredo Schürig, mais conhecido como Parque São Jorge, no dia 8 de setembro de 2018.
Também teve passagem pelo Uberlândia em 2023 para disputa do Canpeonato Mineiro. O projeto das Meninas do Verdão como também são chamadas teve início em 2022, onde foram Campeãs Mineira do Interior e tiveram o acesso para o Campeonato Brasileiro A3. 
Atualmente está disputando o Campeonato Brasileiro A3 pelo Coritiba

## Títulos
AD Taubaté
- Campeã do joguinhos da Juventude Sub-19: 2014
- Campeã da liga Nacional de futebol (LINAF): 2014
- Prata nos jogos Regionais: 2015
- Bronze nos jogos Regionais: 2016
- Bronze jogos Abertos: 2016
- Prata jogos Regionais: 2017
- Taça Mulher: 2017 e 2019

Real Ariquemes
- Campeã Rondoniense de Futebol Feminino[2]

São José EC
- Vice Campeã da Copa Paulista: 2021
- Campeã Jogos Regionais: 2022
- Campeã Jogos Abertos: 2022

## Prêmios
- Destaque do Ano no Desporto Taubateano - 2016
- Melhor jogadora da Taça Mulher: 2019[3]

## Artilharia
- Vice-artilheira da Taça Mulher com 12 gols: 2019[3]